# Мёи, Мина
Мёи Мина (яп. 名井 南; род. 24 марта 1997, Сан-Антонио;) — японская певица и танцовщица. Является участницей гёрл-группы Twice и саб-юнита MiSaMo.

## Биография и карьера

### 1997—2014: Ранние годы и образование
Мёи Мина родилась 24 марта 1997 года в Сан-Антонио, штат Техас, США. У неё в семье, помимо родителей, есть старший брат Кай. Будучи младенцем, Мина с семьёй переехала в Кобе, Японию, где они обосновались на постоянное место жительства. Её отец — ортопед в университетской больнице в Суйте, одного из лучших медицинских учреждений страны. Мина посещала среднюю школу для девочек в Такарадзуке, и на протяжении одиннадцати лет занималась балетом. Девушка заинтересовалась корейской музыкой в подростковом возрасте, будучи ярой фанаткой южнокорейского бойбенда CNBLUE. Она также записалась в танцевальную школу URIZIP, чтобы изучать хореографию корейских групп.
Впервые Мину заметили работники JYP Entertainment, одного из крупнейших южнокорейских агентств, в 2013 году, когда она прогуливалась по магазинам со своей мамой в Осаке. Мёи прошла кастинг, и в январе 2014 года официально стала трейни компании. В предебютный период девушка снялась в видеоклипах «Only You» miss A и «R.O.S.E» Уёна.

### 2015—настоящее время: дебют в Twice и подгруппа MISAMO
В апреле 2015 года стало известно, что JYP совместно с Mnet приступит к съёмкам реалити-шоу «Шестнадцать» (англ. Sixteen), где шестнадцать трейни агентства будут бороться за шанс дебютировать в составе новой женской группы Twice, где в финальном составе окажется только семь участниц; Мина была подтверждена как одна из девушек, кто примет участие в шоу. На протяжении всех эпизодов девушка была одной из популярных участниц и в финале попала в группу, однако в последний момент Пак Чин Ён изменил решение, и в состав Twice вошли уже девять человек — были добавлены Момо и Цзыюй.
Дебют Twice состоялся 20 октября 2015 года с мини-альбомом The Story Begins. Значительной популярности группа добилась весной 2016 года с выходом сингла «Cheer Up», который стал хитом в Корее и позволил одержать победу в номинации «Песня Года» на Mnet Asian Music Awards, что ознаменовало первый дэсан в карьере коллектива. В августе 2016 года вместе с Момо приняла участие в одном из эпизодов танцевального шоу «Зажги сцену».
Мина также была MC на телевидении: была ведущей на M!Countdown и ежегодном фестивале корейской музыки KCON в Лос-Анджелесе. С 2016 года девушка принимала участие в Чемпионате по лёгкой атлетике среди айдолов, и в 2017 году выиграла золотую медаль в художественной гимнастике.

## Личная жизнь и имидж

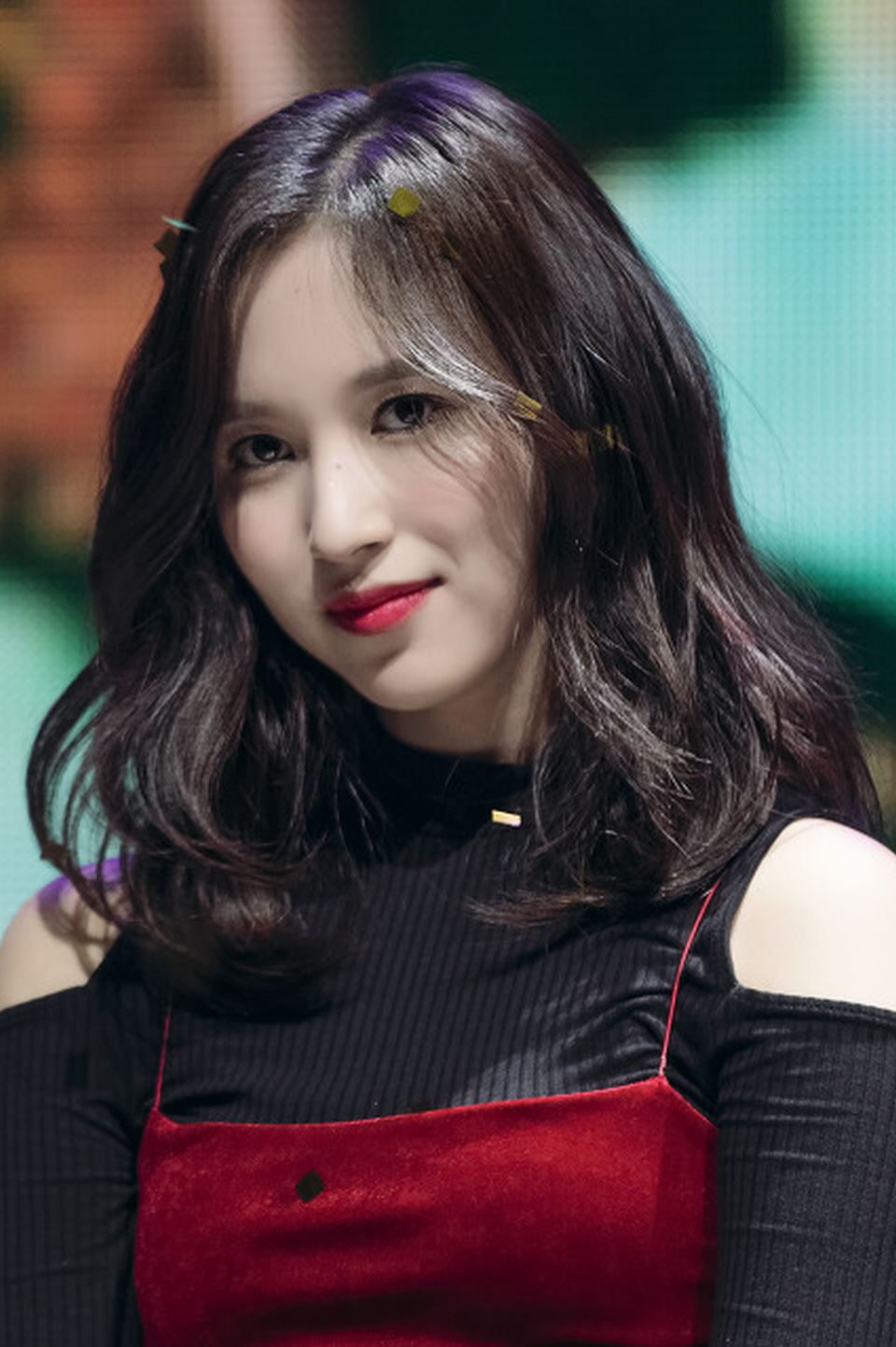
Мина на шоукейсе в честь выхода Twicetagram, октябрь 2017 года

5 июля 2019 года стало известно, что Мина не примет участие в Pocari Challenge Teen Festa 7 июля по состоянию здоровья. 11 июля руководство JYP Entertainment выпустило официальное заявление, в котором было сказано, что исполнительница не будет участвовать во всех оставшихся концертах мирового тура группы из-за панических атак и приступов тревоги во время выступлений на сцене. В тот же день фанаты вывели в мировые тренды Твиттера хэштег «#GetWellSoonMina». 27 августа агентство обновило заявление по поводу состояния здоровья Мины, объявив, что ей диагностировали тревожный невроз, и решение о дальнейшей деятельности будет принято после тщательных переговоров с самой исполнительницей, её семьёй и другими участницами группы. На данный момент с её здоровьем всё хорошо, она выступает и поет с другими участницами.
Мина известна как один из главных танцоров Twice и получила признание в Южной Корее и за рубежом. Ей было приписано улучшение отношений между Японией и Южной Кореей.

## Дискография

### Авторство в написании песен
| Год  | Артист | Альбом        | Песня                   |
| ---- | ------ | ------------- | ----------------------- |
| 2018 | Twice  | Summer Nights | «Shot Thru the Heart»   |
| 2019 | Twice  | Feel Special  | «21:29»                 |
| 2022 | Twice  | Celebrate     | «Celebrate»             |
| 2023 | Twice  | Masterpiece   | «It's not easy for you» |

## Фильмография
| Год  |   | Русское название | Оригинальное название | Роль              |
| ---- | - | ---------------- | --------------------- | ----------------- |
| 2018 | ф | TWICELAND        | TWICELAND             | В роли самой себя |

### Фотокнига
- Yes, I am Mina. (2020, JYP Entertainment)